# Kurt Fitzler
Kurt Fitzler (* 29. März 1885 in Hamburg; † 21. August 1914 in Tirlemont) war ein deutscher Althistoriker.

## Leben und Werk
Kurt Fitzler, der Sohn des Handelschemikers Johannes Fitzler (1854–1922), besuchte das Gelehrtenschule des Johanneums (bis 1903) und das Wilhelm-Gymnasium in Hamburg. Nach der Reifeprüfung (1904) studierte er Geschichte an den Universitäten zu Jena und Leipzig. In Leipzig konzentrierte er sich besonders auf die Alte Geschichte.
Nach Promotion (1910) und Staatsexamen (1911) arbeitete er ab Oktober 1912 als Wissenschaftlicher Hilfslehrer am Gymnasium zu Cuxhaven. Beim Ausbruch des Ersten Weltkriegs meldete er sich freiwillig zum Kriegsdienst. Er wurde als Offiziersstellvertreter an die Westfront gestellt. Bereits in den ersten Kriegswochen starb er am 21. August 1914 in der belgischen Stadt Tienen (Tirlemont) an einem Bauchschuss.
In den wenigen Jahren seiner beruflichen Tätigkeit machte sich Fitzler auf mehreren Gebieten in der Alten Geschichte einen Namen. Mit seiner Dissertation präsentierte er sich als dezidierter Kenner der hellenistisch-römischen Wirtschaftsgeschichte. Als Schüler Ulrich Wilckens nutzte er papyrologische Quellen zur Erhellung historischer Zusammenhänge. Neben Wilcken stand er auch mit Michael Rostovtzeff in Kontakt, dem bedeutendsten Kenner der antiken Wirtschaftsgeschichte. Die Dissertation wurde in der internationalen Fachpresse positiv aufgenommen (unter anderem von Hugo Blümner, Carl Krug und Paul Laumonier) und blieb lange Zeit der Ausgangspunkt zur Beschäftigung mit der Wirtschaftsgeschichte des griechisch-römischen Ägypten.
Nach seiner Dissertation verfasste Fitzler Zeitschriftenbeiträge, Rezensionen und Artikel für die Realenzyklopädie der klassischen Altertumswissenschaft.

## Schriften (Auswahl)
- Steinbrüche und Bergwerke im ptolemäischen und römischen Ägypten. Ein Beitrag zur antiken Wirtschaftsgeschichte. Leipzig 1910